# Little Willie John
Little Willie John (Ouachita megye, 1937. november 15. – Detroit, 1968. május 26.) amerikai R&B énekes. Nagysikerű dalokkal lett közimert: „All Around the World” (1955), „Need Your Love So Bad” (1956), Fever (1956), „Talk to Me, Talk to Me” (1958), „Leave My Kitten Alone” (1960), „Sleep” (1960).
A Rock and Roll Hall of Fame-be 1996-ban Stevie Wonder ajánlásával került be 1996-ban (posztumusz). 2022-ben beiktatták a Blues Hall of Fame tagjai közé.

## Pályakép
Nem kapott akkora elismerést, mint Sam Cooke, Clyde McPhatter és James Brown, habár a Rhythm and blues egyik legjelentősebb figurája volt. Izmos, erőteljes hangjával, hatalmas technikai és érzelmi tartományával megelőzte korát. Halála után mindenki belátta a tartozását felé.
Szívinfarktusban halt meg alig harmincévesen.

## Lemezválogatás
- 1956: Fever
- 1959: Talk to Me
- 1960: Mister Little Willie John
- 1961: The Sweet, The Hot, The Teenage Beat
- 1961: Sure Things
- 1962: Come On and Join Little Willie John
- 1964: These Are My Favorite Songs
- 1966: Little Willie Sings All Originals
- 1970: Free at Last
- 2002: Home at Last

## Díjak
- Rock and Roll Hall of Fame

## További információ
- Little Willie John az Internet Movie Database-ben (angolul)